# Carol Shaw

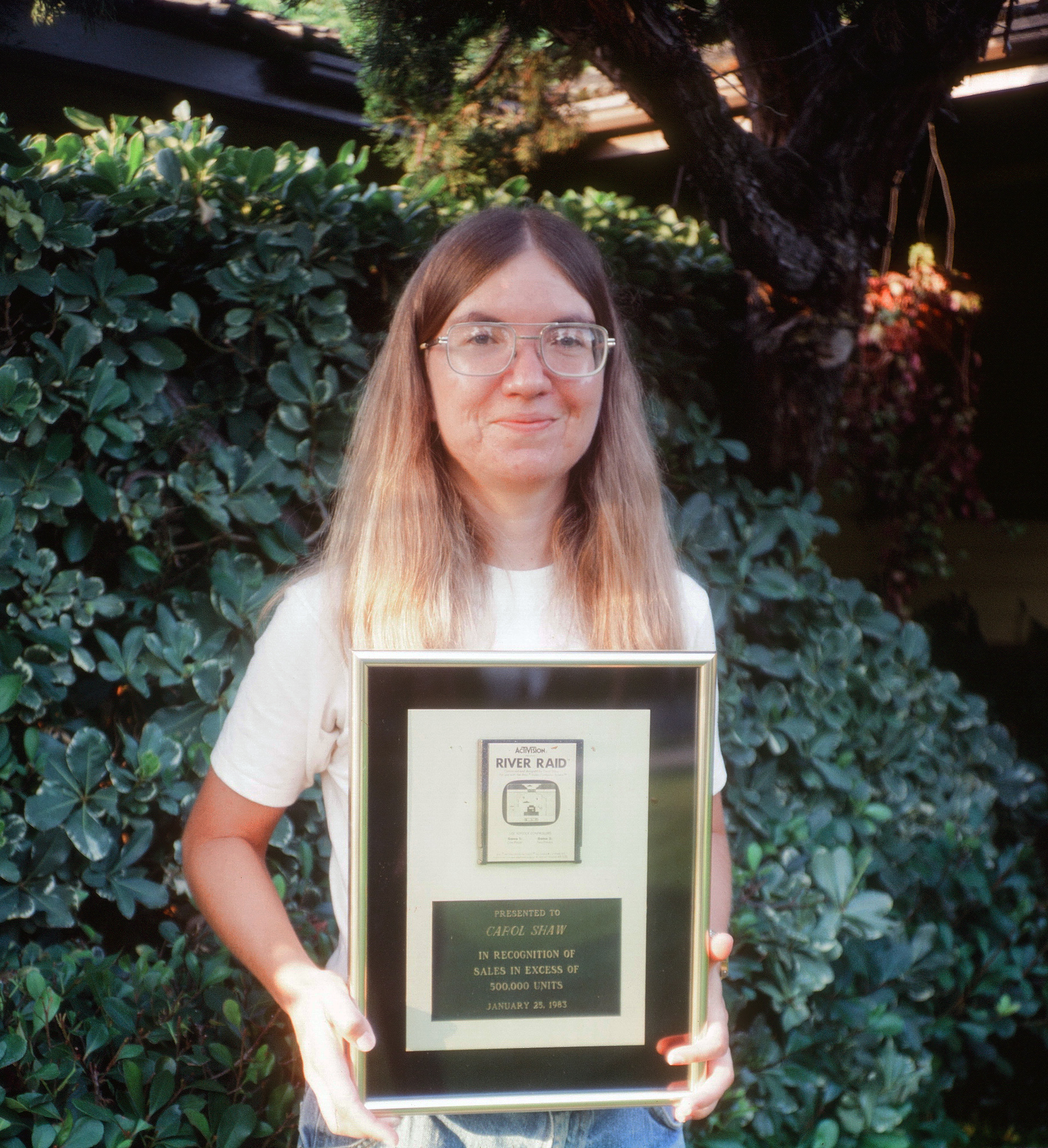
Carol Shaw in 1983

Carol Shaw (Palo Alto, 1955) was een van de eerste vrouwelijke commerciële computerspelontwerpers. Ze was onder andere de ontwerper van het spel River Raid.
Shaw ontving in 1977 haar bachelordiploma van de UC Berkeley in elektrotechniek en informatica aan de faculteit Ingenieurswetenschappen, waarna ze aan diezelfde universiteit doorstudeerde voor haar master in de informatica.
Shaw werkte voor Atari van 1978-1980 waar ze het de spellen 3-D Tic-Tac-Toe, Polo en Video Checkers ontwierp. Haar meest bekende spel, River Raid, ontwierp ze terwijl ze voor Activision werkte.
In 2017 ontving ze de Industry Icon Award tijdens The Game Awards.